# Danielle Darrieux
Danielle Yvonne Marie Antoinette Darrieux (Bordeaux, 1917. május 1. – Bois-le-Roi, 2017. október 17.) francia színésznő és énekes. 1931 óta 110 különböző filmben és tévéprodukcióban tűnt fel. Franciaország egyik leghíresebb filmsztárjaként nyolc évtizedes karrierre tekinthet vissza, amely az eddigi leghosszabb a filmtörténelemben. 1985-ben César-díjjal tüntették ki munkájáért.
Az 1938-ban készült Egy pesti éjszaka című filmje az egyetlen Magyarországon forgatott Darrieux-film, melynek egyes jeleneteit a zichyújfalui vasútállomáson vették fel.

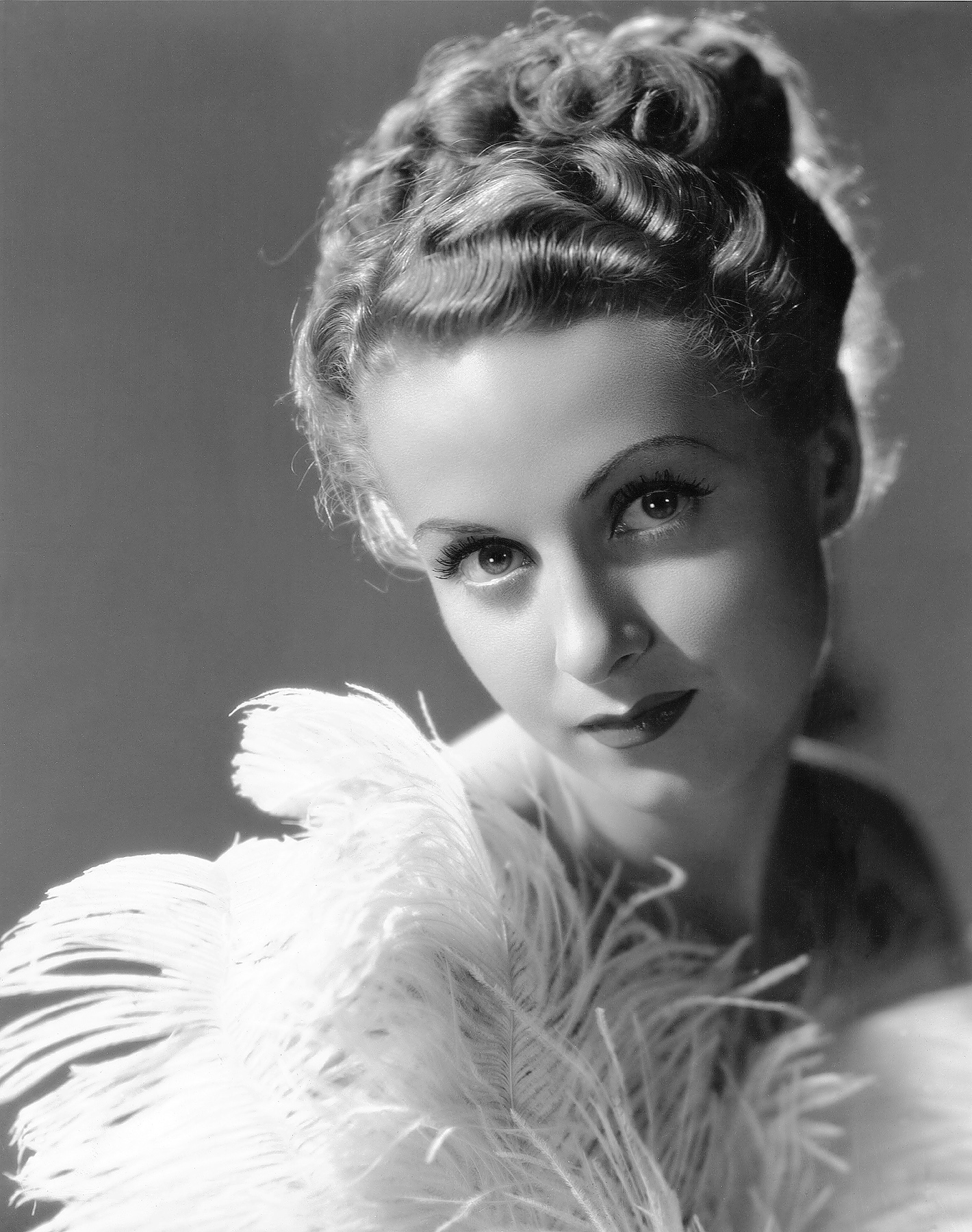
1938-ban a The Rage of Paris című filmben

## Életpályája
1917. május 1-jén látta meg a napvilágot Bordeaux-ban, amikor Franciaországban zajlott az első világháború. Hétéves volt, amikor elveszítette édesapját. Ezután a párizsi konzervatóriumban, a Conservatoire de Musique-ben tanult csellózni. Tizenhárom évesen szerepelt már a képernyőn, de a sikert csak az 1936-os Mayerling című produkció hozta el számára. 1935-ben feleségül ment a rendező-forgatókönyvíró Henri Decoinhoz, aki arra bátorította őt, hogy próbálja ki magát Hollywoodban is. Itt az Universal Picturesszel kötött szerződést, és szerepelt is a The Rage of Paris című filmben. Végül azonban úgy döntött, hogy visszatér Párizsba. Franciaországba történő visszatértét követően az ellenállási mozgalom megvádolta azzal, hogy náci katonákat szórakoztatott, amely vádak alól később felmentették és Danielle Darrieux folytathatta a színésznő karrierjét.
1941-ben szakított Decoinnal, és rá egy évre hozzáment Porfirio Rubirosához. Ez a kapcsolat sem tartott sokáig, 1947-ben elváltak. 1948-ban feleségül ment a forgatókönyvíró Georges Mitsinkidèshez, akivel egészen annak 1991-ben bekövetkezett haláláig élt együtt.

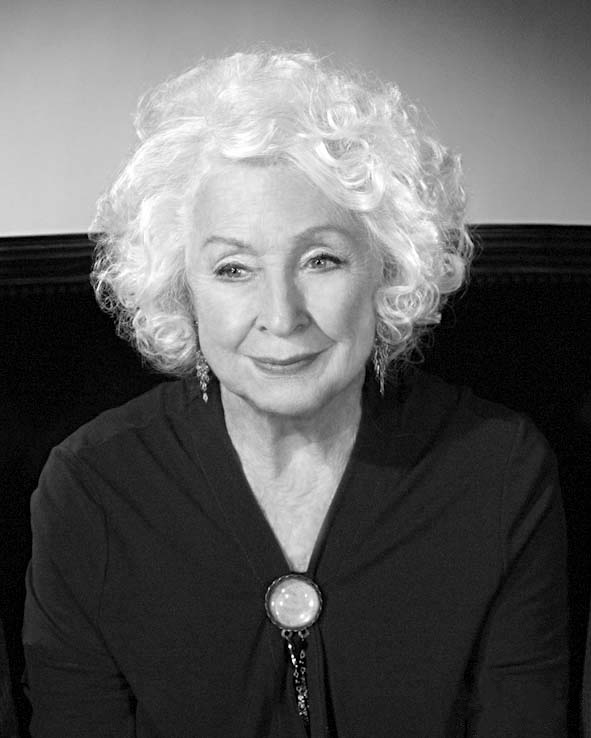
Danielle Darrieux 2008-ban

## Filmjei
- A bál (Le Bal) (1931)
- Coquecigrole (1931)
- Panurge (1932)
- The Lackered Box (1932)
- Álomkastély (Château de rêve) (1934)
- A válság véget ért (La crise est finie) (1934)
- A Volga lángokban (Volga en flammes) (1934)
- Egy cseppnyi rossz (1934)
- Arany az utcán (L'Or dans la rue) (1934)
- A szívem téged hív (Mon cœur t'appelle) (1934)
- Mauvaise Graine (1934)
- The Depression Is Over (1934)
- Dédé (1935)
- A hálókocsik ellenőre (Le contrôleur des wagons-lits) (1935)
- Én minden asszonyt szeretek (J'aime toutes les femmes) (1935)
- A zöld dominó (Le Domino vert) (1935)
- Párizsban huncut a lány (Mademoiselle Mozart) (1935)
- Eleven ördög (1935)
- Mayerling (1936)
- Tarass Boulba (1936)
- Lányok egymás között (Club de femmes) (1936)
- Kisasszony a mostohám (Mademoiselle ma mère) (1936)
- Un mauvais garçon (1936)
- Abused Confidence (1938)
- Katia (1938)
- Egy pesti éjszaka (1938)
- Párizsi divat (The Rage of Paris) (1938)
- Battement de cœur (1940)
- Az első randevú (1941)
- Szeszélyek/Szőke veszedelem (Caprices) (1942)
- La fausse maîtresse (1942)
- Happy Go Lucky (1946)
- Goodbye Darling (1946)
- A királyasszony lovagja (1947)
- Holdbéli János (Jean de la Lune) (1948)
- Maradj te csak Amélie-vel (Occupe-toi d'Amélie..!) (1949)
- Körbe-körbe (1950)
- Szerelmi románc (Romanzo d’amore) (1950)
- Gazdag, fiatal és csinos (1951)
- A Bonnadieu ház (La maison Bonnadieu) (1951)
- Az igazság Bébé Donge-ról (La Vérité sur Bébé Donge) (1952)
- Az élet örömei (1952)
- Öt ujj (5 Fingers) (1952)
- Elragadó teremtmények (Adorable Creatures) (1952)
- Madame de... (1953)
- Jóisten hitvallás nélkül (Le Bon Dieu sans confession) (1953)
- Vörös és fekete I.-II. (1954)
- Szolgálati lépcső (Escalier de service) (1954)
- Napóleon (1955)
- A méregügy (L’affaire des poisons) (1955)
- Lady Chatterley kedvese (L’Amant de lady Chatterley) (1955)
- Ha Párizs mesélni tudna (Si Paris nous était conté) (1956)
- Nagy Sándor, a hódító (1956)
- Le Salaire du péché (1956)
- Tájfun Nagaszaki felett (1957)
- Tisztes úriház (1957)
- A hetedik ég (Le septième ciel) (1958)
- Zűrzavar és éjszaka (1958)
- Az élet kettesben (La Vie à deux) (1958)
- Furcsa vasárnap (Un drôle de dimanche) (1958)
- Különös találkozás (Marie-Octobre) (1959)
- Szerelemmel látni (1959)
- Nyári ringló (The Greengage Summer) (1961)
- Elszabadult oroszlánok (Les Lions sont lâchés) (1961)
- A bűn nem kifizetődő (Le Crime ne paie pas) (1962)
- Az ördög és a tízparancsolat (1962)
- Kékszakáll (Landru) (1963)
- Hölgyeim, vigyázat! (Méfiez-vous, mesdames!) (1963)
- Patate (1964)
- A kegyelemdöfés (Le coup de grâce) (1965)
- Az élet vasárnapja (Le dimanche de la vie) (1967)
- A rochefort-i kisasszonyok (1967)
- 24 óra egy asszony életében (Vingt-quatre heures de la vie d'une femme) (1968)
- Les oiseaux vont mourir au Pérou (1968)
- La maison de campagne (1969)
- A szentév (1976)
- A gavallér (1978)
- Miss (1979)
- Une chambre en ville (1982)
- At the Top of the Stairs (1983)
- Ahol a bűn lakozik (1986)
- Corps et biens (1986)
- Néhány nap velem (1988)
- Les mamies (1992)
- Jalna (1994)
- Holnap egy új nap (2000)
- Emilie est partie (2001)
- 8 nő (2002)
- Veszedelmes viszonyok (2003)
- Vártam rád (2004)
- Nouvelle chance (2006)
- A nulladik óra (2007)
- Persepolis (2007, hang)
- Elles et moi (2008)
- Az esküvői torta (2010)
- C'est toi, c'est tout (2010)